# Tenuialoides medialis
Tenuialoides medialis är en kvalsterart som beskrevs av Tyler A. Woolley och Harold G. Higgins 1966. Tenuialoides medialis ingår i släktet Tenuialoides och familjen Tenuialidae. Inga underarter finns listade i Catalogue of Life.